# Luník IX
Luník IX är en stadsdel (slovakiska: mestské časti) i sydvästra delen av staden Košice i Slovakien och en del av distriktet Košice II. Luník IX är det största samhället i Slovakien som är bebott uteslutande av romer. Stadsdelen uppfördes år 1995 för 2 500 invånare, men 2007 uppskattades det att antalet invånare var uppemot tre gånger så många.
Stadsdelen besöktes 2021 av påve Franciskus.